# Pugilato ai XIX Giochi del Mediterraneo
Gli incontri di pugilato ai XIX Giochi del Mediterraneo sono stati disputati dal 26 giugno al 1º luglio 2022 all'Emec Hall di Orano. Si assegneranno le medaglie in 9 categorie maschili e in sei femminili, per un totale di 60 medaglie.

## Podi

### Uomini
| Evento                   | Oro                   | Argento             | Bronzo                                            |
| fino a 52 kg (dettagli)  | Federico Serra        | Said Mortaji        | Omer Ametovic Samet Gumus                         |
| fino a 57 kg (dettagli)  | Batuhan Çiftçi        | Oussama Mordjane    | Abdellatif Zouhairi Bilel Mhamdi                  |
| fino a 60 kg (dettagli)  | Mohamed Hamout        | Enzo Grau           | Abdelnacer Benlaribi Giuseppe Canonico            |
| fino a 63 kg (dettagli)  | Yahia Abdelli         | Gianluigi Malanga   | Shpetim Bajoku Abdelhaq Nadir                     |
| fino a 69 kg (dettagli)  | Jugurtha Ait-Bekka    | Stefan Savković     | Omar Elsayed Hamza El Barbari                     |
| fino a 75 kg (dettagli)  | Ahmad Ghousoon        | Younes Nemouchi     | Salvatore Cavallaro Moreno Fendero                |
| fino a 81 kg (dettagli)  | Vladimir Mironchikov  | Mohammed Houmri     | Gazimagomed Jalidov Petar Marcic                  |
| fino a 91 kg (dettagli)  | Aziz Abbes Mouhiidine | Moh Said Hamani     | Vagkan Nanitzanian Soheb Youcef Bouafia           |
| oltre i 91 kg (dettagli) | Yousry Hafez          | Vincenzo Fiaschetti | Chouaib Bouloudinats Djamili-Dini Aboudou-Moindze |

### Donne
| Evento                  | Oro                 | Argento         | Bronzo                             |
| fino a 48 kg (dettagli) | Roumaysa Boualam    | Ayşe Çağırır    | Marta Lopez Del Arbol Wafa Hafsi   |
| fino a 50 kg (dettagli) | Giordana Sorrentino | Romane Moulai   | Buse Naz Çakıroğlu Laura Fuertes   |
| fino a 54 kg (dettagli) | Hatice Akbaş        | Bojana Gojković | Yomna Ayyad Fatma Zohra Abdelkader |
| fino a 60 kg (dettagli) | Hadjila Khelif      | Chaymae Rhaddi  | Rebecca Nicoli Amina Zidani        |
| fino a 63 kg (dettagli) | Imane Khelif        | Assunta Canfora | Thaïs Larché Gizem Özer            |
| fino a 66 kg (dettagli) | Busenaz Sürmeneli   | Ichrak Chaib    | Melissa Gemini Oumayma Bel Ahbib   |

## Medagliere
| Posizione | Paese      | Oro | Argento | Bronzo | Totale |
| --------- | ---------- | --- | ------- | ------ | ------ |
| 1         | Algeria    | 5   | 5       | 3      | 13     |
| 2         | Italia     | 3   | 3       | 4      | 10     |
| 3         | Turchia    | 3   | 1       | 3      | 7      |
| 4         | Marocco    | 1   | 2       | 4      | 7      |
| 5         | Egitto     | 1   | 0       | 2      | 3      |
| 6         | Serbia     | 1   | 0       | 1      | 2      |
| 7         | Siria      | 1   | 0       | 0      | 1      |
| 8         | Francia    | 0   | 2       | 5      | 7      |
| 9         | Montenegro | 0   | 2       | 1      | 3      |
| 10        | Spagna     | 0   | 0       | 3      | 3      |
| 11        | Tunisia    | 0   | 0       | 2      | 2      |
| 12        | Grecia     | 0   | 0       | 1      | 1      |
| 12        | Kosovo     | 0   | 0       | 1      | 1      |
| Totale    | Totale     | 15  | 15      | 30     | 60     |